# 伊万·布朗
伊万·布朗（英語：Ivan Brown，1908年4月17日—1963年5月22日），美国男子雪车运动员。他曾代表美国参加1936年冬季奥林匹克运动会雪车比赛，联同艾伦·沃什邦德获得男子双人金牌。